# Scotopteryx chenopodiata
Scotopteryx chenopodiata là một loài bướm đêm trong họ Geometridae. Chúng được tìm thấy khắp châu Âu.
Sải cánh là wingspan is 25–30 mm. Chiều dài cánh trước là 16–19 mm. Con bướm bay trong một thế hệ từ tháng 6 đến tháng 8.
Ấu trùng ăn vetch và clover.

## Hình ảnh

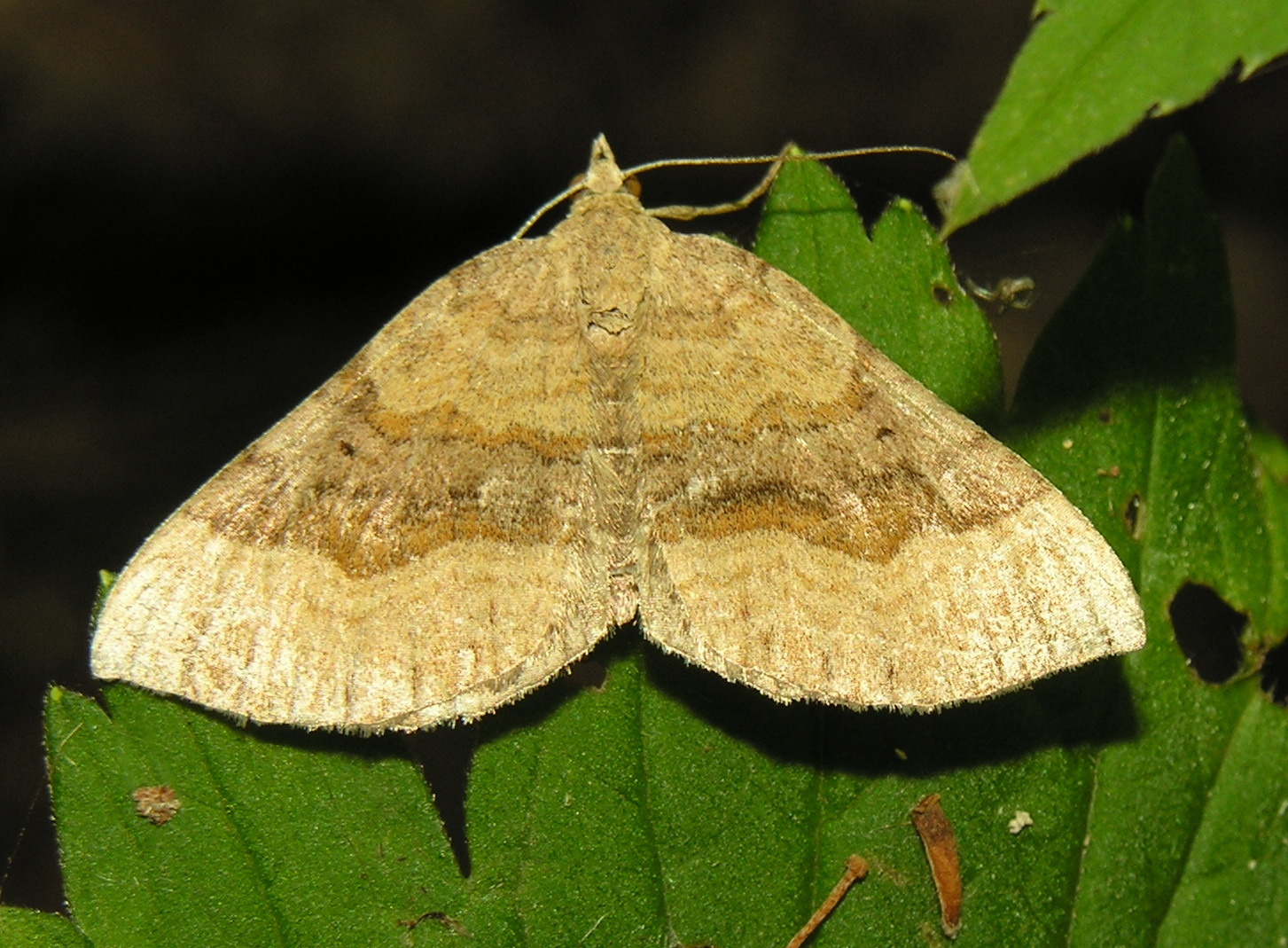
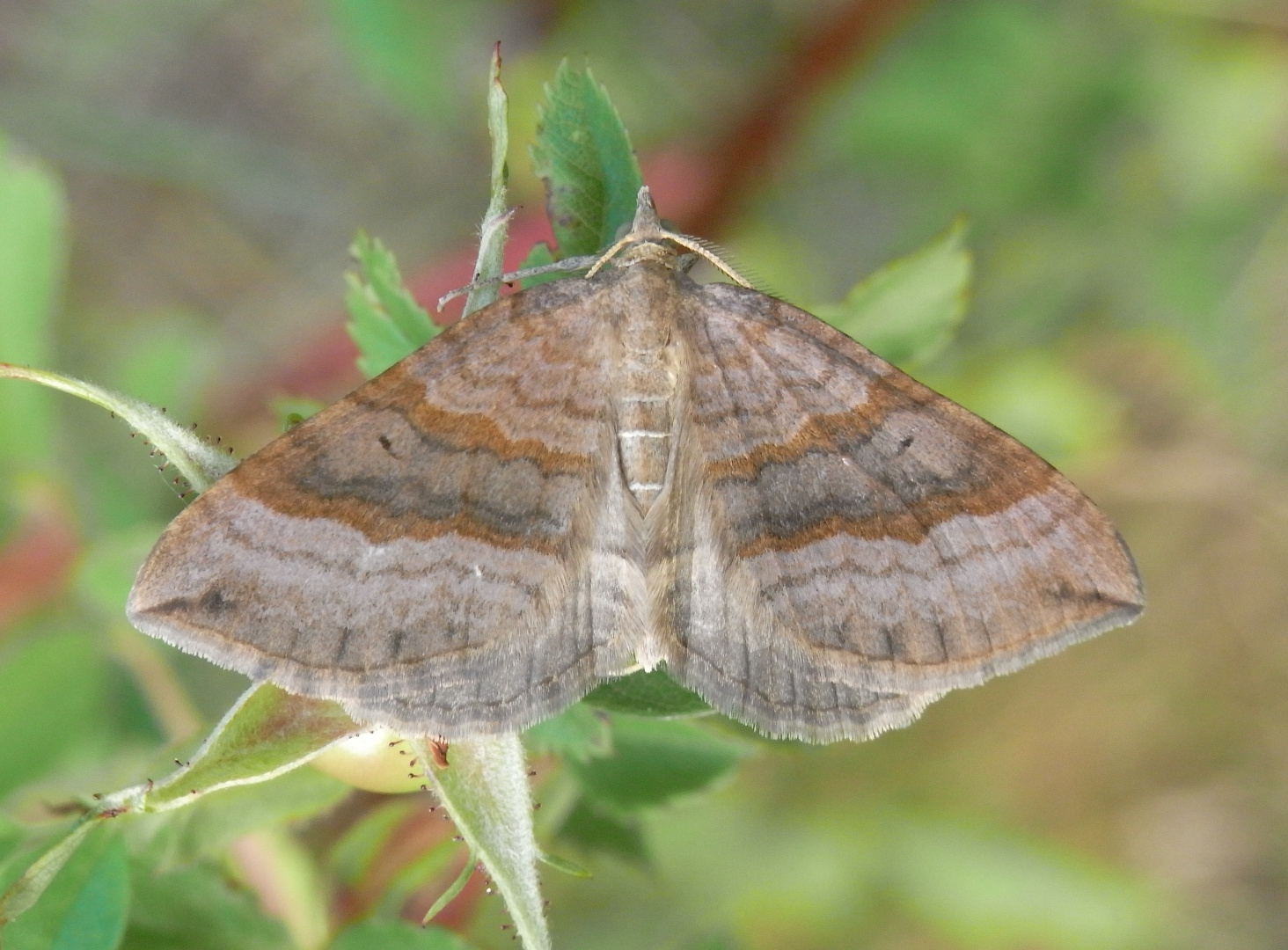
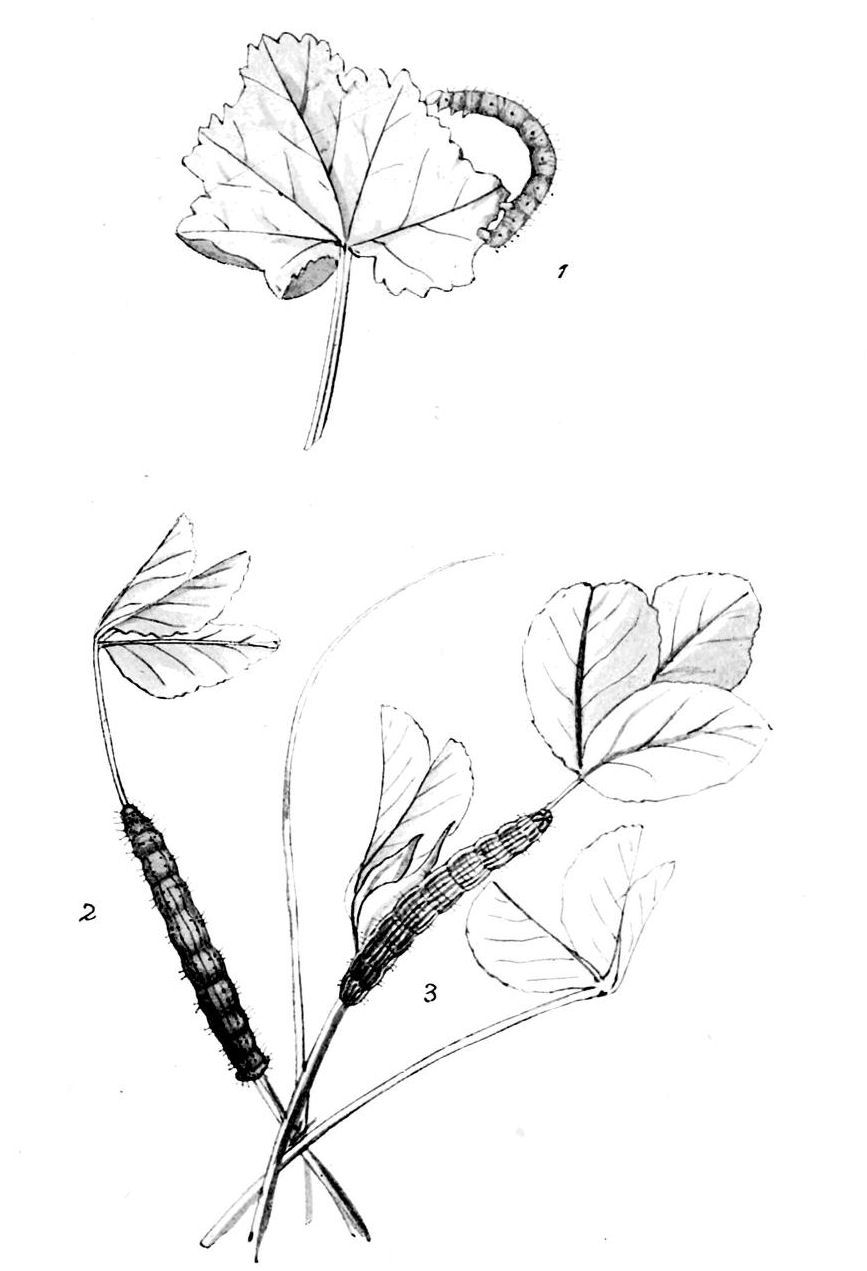
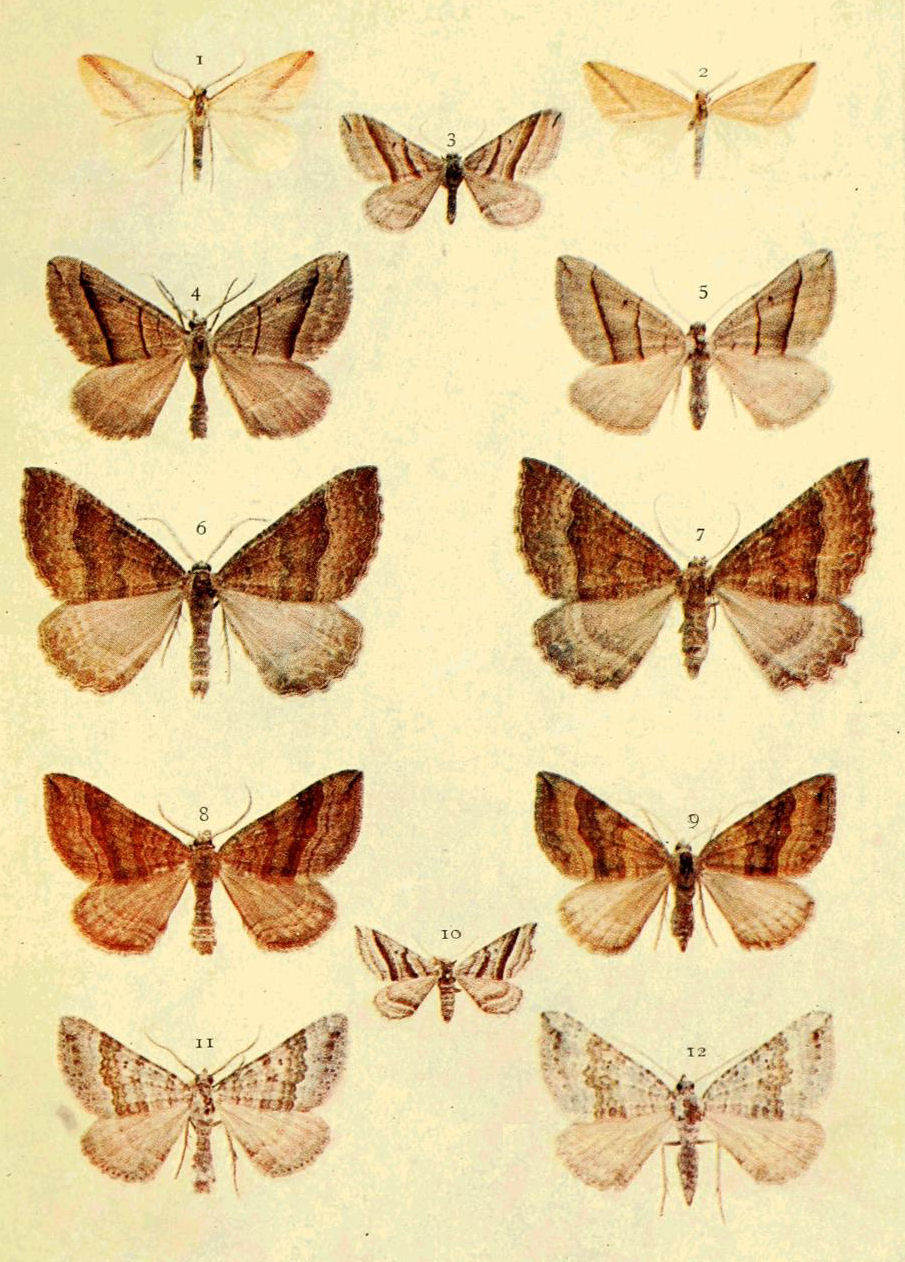